# Мурос-де-Налон
Мурос-де-Налон (ісп. Muros de Nalón, аст. Muros) — муніципалітет в Іспанії, у складі автономної спільноти Астурія. Населення — 1970 осіб (2009).
Муніципалітет розташований на відстані близько 400 км на північний захід від Мадрида, 29 км на північний захід від Ов'єдо.
Муніципалітет складається з таких паррокій: Мурос-де-Налон, Сан-Естебан-де-Правія.

## Демографія
Динаміка населення (INE ):

## Галерея зображень

Розташування муніципалітету
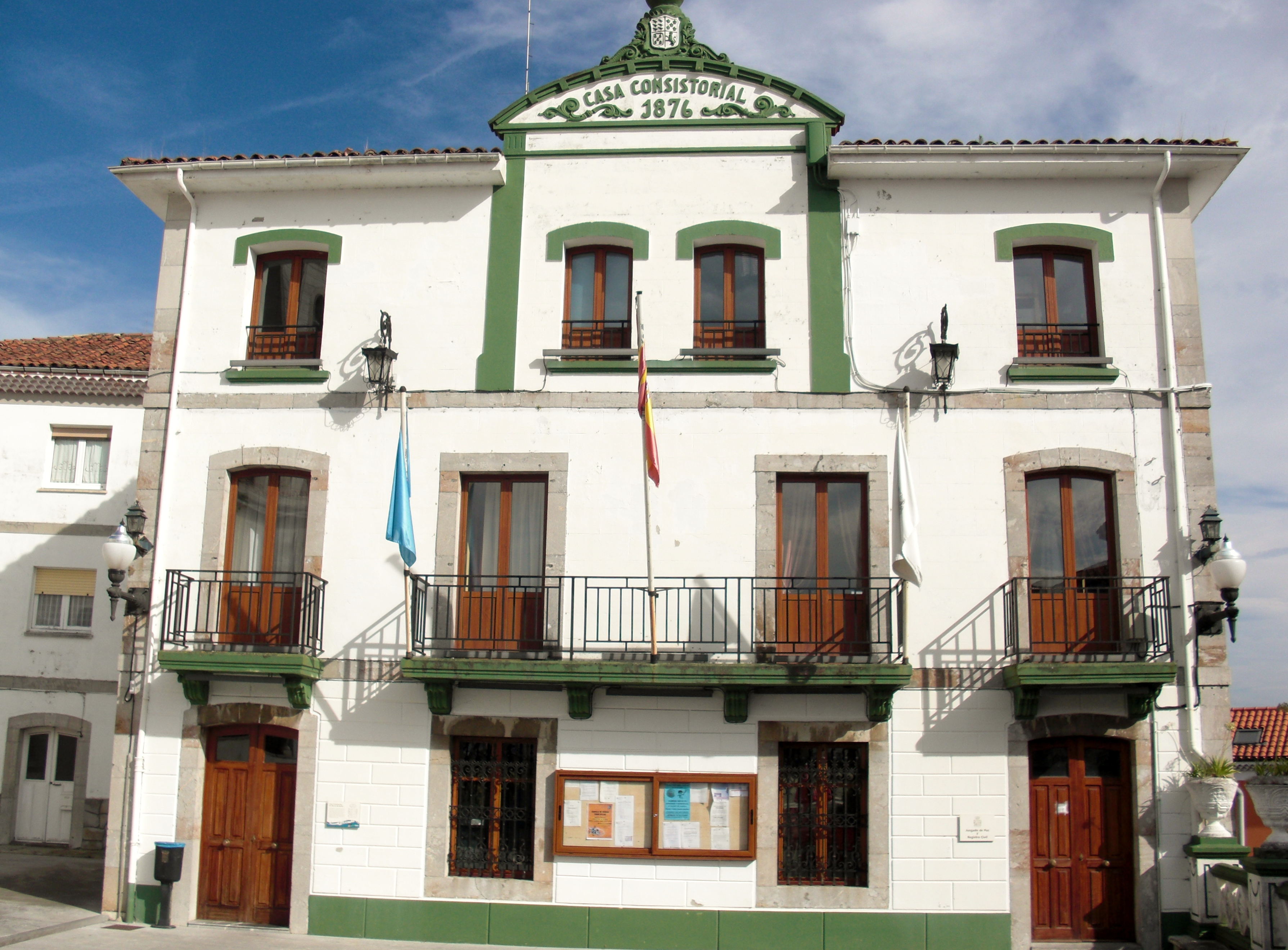
Муніципальна рада